# Bochra Belhaj Hmida

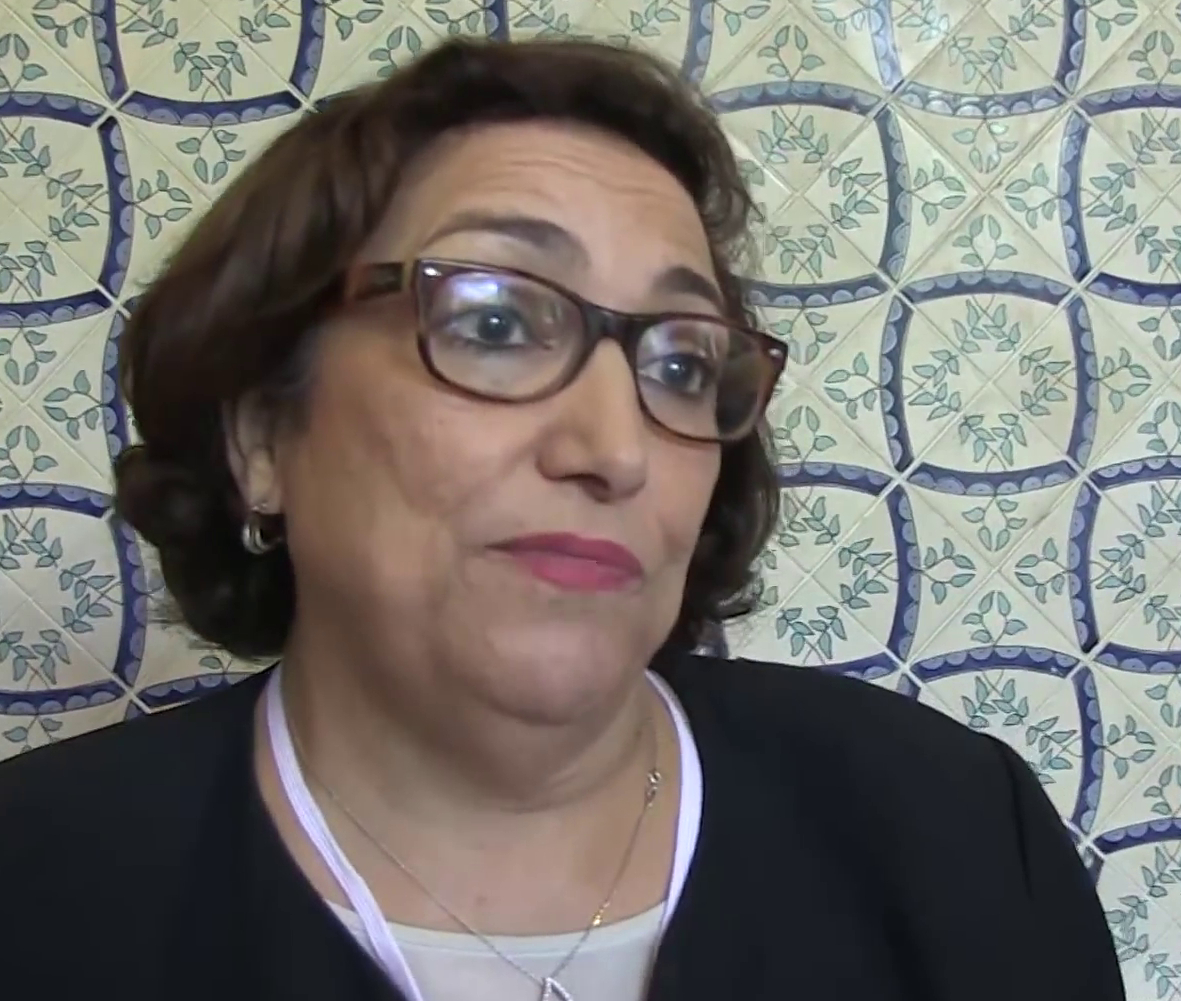
Bochra Belhaj Hmida

Bochra Belhaj Hmida (arabisch بشرى بلحاج حميدة, DMG Bušrā Balḥāǧ Ḥamīda) ist eine tunesische Anwältin und Politikerin.

## Biografie
Bochra Belhaj Hmida wurde in Zaghouan geboren. Sie hat einen Universitätsabschluss in Rechtswissenschaften, ihr Referendariat schloss sie 1981 ab, zur Anwältin wurde sie dann 1992. 1989 war sie Mitgründerin der Tunesischen Vereinigung demokratischer Frauen (Association tunisienne des femmes démocrates - ATFD). Sie war  von 1994 bis 1998 Präsidentin dieser Organisation.
Im Jahre 2012 vertrat sie eine junge Frau, die von Polizisten vergewaltigt wurde. Sie sagte, dass die Ennahda Regierung nach ihrer Meinung politisch und moralisch für die Straftat verantwortlich war.
Sie trat dem Demokratischen Foum für Arbeit und Freiheit im Jahre 2011 bei (Forum démocratique pour le travail et les libertés). Danach stellte sie sich zur Wahl für die Nationalversammlung als Vorsitzende der Zaghouan-Liste, wurde aber nicht gewählt.
Bochra Belhaj Hmida ist seit September 2012 Mitglied des Vorstands der Nidaa-Tounes-Bewegung. Sie wurde 2014 in die Nationalversammlung gewählt und setzte sich weiter für Frauenrecht in Tunesien ein.
Bochra Belhaj Hmida ist zudem Vorsitzende des Ausschusses für Individuelle Freiheit und Gleichheit (Commission des libertés individuelles et de l'égalité - Colibe), welche 2017 vom tunesischen Präsidenten Béji Caïd Essebsi initiiert wurde. Diese Kommission sollte dazu Bericht abliefern, welche Auswirkungen Gesetze auf die individuelle Freiheit und Gleichheit haben, da diese seit 2014 durch die Verfassung und internationale Menschenrechtsstandards gewährt werden. Als Vorsitzende dieses Ausschusses möchte Bochra Belhaj Hmida die Unterschiede zwischen Männern und Frauen in Bezug auf das Erbrecht eliminieren. Dieses führte zu einem öffentlichen Aufschrei in Tunesien. Der Vorschlag zur Gesetzesänderung soll im Laufe des Jahres 2019 diskutiert werden.

## Ehrungen
Am 13. August 2018, dem nationalen Frauentag, wurde Bochra Belhaj Hmida durch den tunesischen Präsidenten als Kommandeurin des Ordens der Tunesischen Republik geehrt (Ordre de la République tunisienne) geehrt. Am 27. September des gleichen Jahres erhielt sie den Heldinnen-Preis der Global Hope Coalition. Sie wurde 2018 auch zur Politikerin des Jahres durch die tunesische Presse gewählt.